# انگشت‌ها (فیلم ۱۹۷۸)
انگشت‌ها (به انگلیسی: Fingers) یک فیلم سینمایی آمریکایی درام و جنایی محصول سال ۱۹۷۸ به کارگردانی جیمز توباک با بازی تانیا رابرتز، تیسا فارو، جیم براون، دنی آیلو، ماریان سلدس ، هاروی کایتل و مایکل وی. گازو است.
انگشت ها اخرین اثر بازیگر فقید مایکل وی. گازو در سینما می‌باشد. 

## داستان
این فیلم درباره جوانی آشفته است که بین پدر اوباش و مادر پیانیستی که از نظر روانی آشفته است، کشیده شده است. 